# Гроувтон (округ Принс-Вільям, Вірджинія)
Гроувтон — покинуте невключене село часів Громадянської війни у США, в окрузі Принс-Вільям, Вірджинія. Село розташоване біля перетину 29-ї магістралі США (Магістраль Лі) та Гроувтон-Роуд, на території, яка тепер є частиною Манассаського національного парку на місці колишнього поля бою, який є власністю Служби національних парків США. Єдиним, що збереглося від колишнього села, є будинок Л. Догана — невелика біла дерев'яна будівля, — а також розташоване поблизу Гроувтонське кладовище конфедератів, на якому поховано понад 260 солдатів армії Конфедеративних Штатів Америки.